# Moškovičevke
Moškovičevke (lat. Viburnaceae, sin. Adoxaceae), biljna porodica manjeg drveća i grmova kojoj pripada zasada 218 priznatih vrsta i pet hibrida unutar dvije potporodice sa pet rodova, značajni su: Moškovica ili Adoxa, bazga (Sambucus), i udikovina (Viburnum). Predstavnici ovih rodova prisutni su na svim kontinentima.

## Opis
Adoxaceae — porodica bazgi — ima pet rodova i 200 vrsta. Tri najmanja roda (Adoxa, Sinadoxa i Tetradoxa) su isključivo zeljasti, dok su veći rodovi (Viburnum i Sambucus) i drvenasti i zeljasti. Ovi potonji rodovi nalaze se uglavnom u sjevernoj umjerenoj zoni, ali Viburnum također raste na nekim tropskim planinama.
Većina članova Adoxaceae ima cvatove s ravnim vrhom sastavljene od brojnih malih cvjetova koji stvaraju mesnate koštunice. Ovi cvjetovi imaju pet latica, radijalno su simetrični (s mnogo ravnina simetrije) i imaju režnjeve stigme na kratkom vrhu i mesnati nektarij na vrhu jajnika. Uz iznimku viburnuma, koji ima jednostavne listove i cvjetove s tri karpele (od kojih dvije pobacuju), ostali rodovi Adoxaceae imaju složene listove i pet karpela.
Viburnum je važan hortikulturni rod; neke od njegovih kultiviranih vrsta uključuju običnu udikovinu  (V. opulus), V. dentatum i V. macrocephalum.
Sambucus je relativno mali rod od oko 10 vrsta malog drveća i grmlja poznatih kao bazga. Listovi su složeni i nasuprotni, a mali cvjetovi stvaraju grozdove malih crnih, plavih ili crvenih koštunica sličnih bobicama. Mnoge se vrste uzgajaju kao ukras, a neke daju plodove koji su jestivi ako se kuhaju. Europska ili crna bazga (Sambucus nigra) često se koristi u biljnoj medicini.
Obična moškovica (Adoxa moschatellina) široko je rasprostranjena u sjevernim krajevima, iako je u nekoliko područja ugrožena. To je nisko rastuća višegodišnja zeljasta biljka koja se sastoji od bazalnog skupa listova i jedne stabljike. Ima miris mošusa (kao što mu ime kaže), a uzgoj je ograničen na kamenjare. Jedna vrsta Sinadoxa navedena je kao ranjiva u svom prirodnom staništu, dok je jedina vrsta Tetradoxa ugrožena; obje vrste su biljke porijeklom iz Kine.

## Rodovi
1. Subfamilia Opuloideae Raf.
  1. Viburnum L. (196 spp.)
2. Subfamilia Adoxoideae Syme
  1. Tribus Sambuceae A. Rich. ex Duby
    1. Sambucus L. (22 spp.)

  2. Tribus Adoxeae Dumort.
    1. Sinadoxa C. Y. Wu, Z. L. Wu & R. F. Huang (1 sp.)
    2. Tetradoxa C. Y. Wu (1 sp.)
    3. Adoxa L. (1 sp.)

## Sinonimi
- Sambucaceae Batsch ex Borkh.
- Tinaceae Martinov
- Adoxaceae E.Mey.